# Parque La Bandera
El Parque La Bandera es uno urbano ubicado en la ciudad de Santiago, Chile. Se encuentra ubicado en el sector sur de la capital y más precisamente en un popular sector de la comuna de San Ramón. Este lugar ha sido testigo de importantes y simbólicos acontecimientos de la historia reciente de Chile. Su mantención está a cargo del Programa de Parques Urbanos del Parque Metropolitano de Santiago.
A pesar de ser inaugurado oficialmente el 27 de octubre de 1993 por el entonces presidente Patricio Aylwin Azócar, el parque recibió esta denominación como tal desde varios años antes, ya que los terrenos donde se emplaza estuvieron reservados durante décadas para áreas verdes.

## Ubicación
El Parque La Bandera se ubica en el sector sur de la ciudad de Santiago, en el corazón de la comuna de San Ramón, al costado sur de la Autopista Vespucio Sur y al lado norte de la emblemática Población La Bandera.

### Conectividad urbana
Al costado norte del parque, junto a la Autopista Vespucio Sur se encuentra la estación  San Ramón  de la Línea 4A del Metro de Santiago; ambas le dan conectividad con el resto de la ciudad.

## Origen del nombre
Su nombre se debe a la emblemática Población La Bandera, un barrio obrero surgido a partir de tomas de antiguos terrenos agrícolas hechas por miles de familias sin techo a finales de la década de 1960. Esta población fue uno de los bastiones de resistencia popular a la dictadura del general Augusto Pinochet durante la década de 1980.

## Hitos históricos ocurridos en el parque
El día 2 de abril de 1987, durante su visita a Chile el Papa Juan Pablo II tuvo en este lugar un encuentro con los pobladores. Allí escuchó los testimonios del obrero Mario Mejías, que había sido injustamente torturado por la policía, y el de la dueña de casa Luisa Riveros, quien denunció abiertamente los vejámenes que recibían los pobladores de parte de organismos del Estado, incluso siendo inocentes de los cargos que se les acusaba. A ambos el papa los estrechó con afecto y lo recuerdan como el momento más feliz de sus vidas. El obrero posteriormente sufrió un allanamiento y detención por parte de Carabineros. En este encuentro el papa compartió una taza de té y un pan amasado, la comida habitual de los sectores populares en Chile, y bendijo los panes que llevaban los presentes. El escenario en el que realizó este encuentro emulaba las viviendas de los propios vecinos, construidas de madera. Una cruz, levantada en perfiles de hierro, y que formaba parte del escenario de la visita papal, permanece en el parque a modo de conmemoración de este hecho histórico.
El 24 de septiembre de 1988 se llevó a cabo un masivo concierto del grupo de música latinoamericana chileno Illapu, el cual había retornado al país una semana antes luego de 8 años de exilio debido a la represión existente bajo la dictadura de Augusto Pinochet y un decreto que les impidió regresar a Chile a finalizar su tour de Europa. También participaron en el concierto los miembros originales del grupo Inti-Illimani, la banda local más popular Los Prisioneros , pioneros de la Nueva Canción Chilena y la cultura ancestral andina y latinoamericana muy presentes en la región.  Ellos también regresaron a Chile después de 12 años de exilio en Italia.  El concierto se realizó en el marco de la campaña del NO en el Plebiscito nacional de Chile de 1988 que determinaría la continuidad o la salida de Augusto Pinochet en el poder. Al concierto asistieron más de 100.000 personas cargadas de banderas de Chile, del NO y los partidos políticos opositores a la dictadura. Sería una de las jornadas históricas del grupo Illapu, por lo cual fue grabada en vivo por Estudios Mix y sacada como disco al año siguiente; el cual se denominó como En vivo: Parque La Bandera.